# جون واترس (عسكري)
جون واترس (بالإنجليزية: John Waters)‏ هو عسكري بريطاني، ولد في 2 سبتمبر 1935.